# Ace Combat 2
Ace Combat 2 è un videogioco simulatore di volo sviluppato e pubblicato dalla Namco nel 1997 per PlayStation. È il secondo capitolo della serie sui simulatori di volo Ace Combat.

## Trama
Nell'area generale codice NA-P2700 dei corpi militari c'è stato un colpo di Stato.
Alcuni ribelli hanno occupato il centro amministrativo, appropriandosi di importanti strutture di ciascun distretto, e adesso stanno espandendo la loro influenza e il loro arsenale strategico. Il quartier generale dell'aeronautica ha deciso di utilizzare la squadra speciale di caccia tattici "Scarface" nel tentativo di reprimere la rivolta.

## Modalità di gioco
Successore del primo Air Combat, questo secondo capitolo ripropone le stesse meccaniche del predecessore con una grafica aggiornata, l'aggiunta di più aerei e una longevità maggiore riproposta in diciotto missioni più due finali alternativi sbloccabili in base alla difficoltà con cui si decide di affrontare la campagna single player.
Ace Combat 2 propone uno stile arcade con la quale bisognerà affrontare missioni di intercettamento, bombardamento, scorta e i più classici dogfight, ovvero i duelli fra caccia nemici; dopo aver superato con successo le prime missioni avrete la possibilità di volare con un gregario al quale potrete impartire degli ordini solo prima del decollo. I gregari sono due, Slash ed Edge (che farà la sua comparsa anche in Ace Combat 5: Squadron Leader), e il loro supporto richiede sempre una certa quota di denaro. In alcune missioni, come nel caso dell'attacco al sottomarino Dragonet 1, non è permesso volare con un gregario.
Abbattendo il numero più alto di nemici in ogni missione è possibile sbloccare, oltre agli aerei che vengono dati al compimento della missione, anche altri velivoli segreti aumentando notevolmente i caccia da poter acquistare e utilizzare.

## Colonna sonora
La colonna sonora di Ace Combat 2 è stata composta da Tetsukazu Nakanishi, Hiroshi Okubo, Kohta Takahashi, Nobuhide Isayama e Go Shiina. Contiene 31 tracce, per lo più incentrate sul rock/electro-rock ma dispone anche di una serie di brani elettronici, come "Dead End" e "Into The GEO".
Il CD contenente la colonna sonora non è mai stata formalmente rilasciata fino ad agosto 2010, quando è stato fornito in bundle con il pacchetto Deluxe di Ace Combat: Joint Assault. In quest'ultimo le canzoni di Ace Combat 2 vengono utilizzate durante gli scontri con lo Squadrone Varcolac, tranne durante la missione 21, in cui viene usata musica sinfonica originale composta da Inon Zur.